# Élections au Parlement des Canaries de 2019
Les élections au Parlement des Canaries de 2019 (en espagnol : Elecciones al Parlamento de Canarias de 2019) se tiennent le 26 mai 2019, afin d'élire les 70 députés de la Xe législature du Parlement, pour un mandat de quatre ans. Des élections se déroulaient également dans chaque île de l'archipel, pour l'élection de leurs conseils insulaires, ou cabildo.

## Contexte

### Enjeux
Le Parlement des Canaries est la législature décentralisée et monocamérale de la communauté autonome des îles Canaries, dotée d'un pouvoir législatif en matière régionale tel que défini par la Constitution espagnole et le statut d'autonomie, ainsi que de la capacité de voter la confiance en un président du gouvernement des Canaries ou de la retirer. Conformément à l'article 69.5 de la Constitution, le Parlement des Canaries a la faculté de désigner des sénateurs représentant la communauté autonome au Sénat.

### Dissolution du Parlement
Le mandat du Parlement des Canaries expire quatre ans après la date de son élection précédente, à moins qu'il n'ait été dissous plus tôt. Le président des Canaries doit déclencher des élections vingt-cinq jours avant la date d'expiration des pouvoirs du Parlement, le jour des élections ayant lieu le cinquante-quatrième jour suivant celui de la convocation et devant correspondre au quatrième dimanche du mois de mai.
Le président des Canaries a néanmoins la possibilité de dissoudre le Parlement et de convoquer des élections à tout moment, à condition qu'aucune motion de censure ne soit en cours et que cette dissolution n'intervienne pas avant un an après la précédente. Si un processus d'investiture échoue à élire un président régional dans un délai de deux mois à compter du premier tour de scrutin, le Parlement est automatiquement dissous et une nouvelle élection déclenchée.

## Mode de scrutin
Conformément à l'article 38 du statut d'autonomie, le Parlement est composé d'un nombre de députés compris entre cinquante et soixante-quinze. La première disposition transitoire du statut fixe ce nombre à 70 députés (en espagnol : diputados) élus pour une législature de quatre ans au suffrage universel direct et suivant le scrutin proportionnel d'Hondt à listes fermées par l'ensemble des personnes résidant dans la communauté autonome où résidant momentanément à l'extérieur de celle-ci, si elles en font la demande.
Comme dans toute l'Espagne, le vote blanc est reconnu et comptabilisé comme un vote valide. Il est par conséquent pris en compte pour déterminer si un parti a franchi ou non le seuil électoral. En revanche, conformément à l'article 96.5 de la LOREG, seuls les suffrages exprimés sont pris en compte pour la répartition des sièges à pourvoir.
Conformément à l'article 39 du statut d'autonomie, la circonscription électorale correspond soit à l'île, soit à la totalité du territoire régional ou bien aux deux. La première disposition transitoire dispose que 61 sièges sont répartis entre les différentes circonscriptions insulaires. Les neuf sièges restants sont réservés à une circonscription régionale unique.
Aucune circonscription insulaire ne peut se voir attribuer un nombre de députés inférieur à celui d'une autre circonscription insulaire ayant une population plus élevée. Ce nouveau système électoral prévu par la loi organique 1/2018 vise à améliorer un système considéré jusqu'alors comme « injuste »
,,.
| Circonscriptions | Députés | Carte                                 |
| ---------------- | ------- | ------------------------------------- |
| Régionale        | 9       | nombre de députés par circonscription |
| El Hierro        | 3       | nombre de députés par circonscription |
| Fuerteventura    | 8       | nombre de députés par circonscription |
| Grande Canarie   | 15      | nombre de députés par circonscription |
| La Palma         | 8       | nombre de députés par circonscription |
| La Gomera        | 4       | nombre de députés par circonscription |
| Lanzarote        | 8       | nombre de députés par circonscription |
| Tenerife         | 15      | nombre de députés par circonscription |

### Conditions de candidature
La loi électorale prévoit que les partis, fédérations, coalitions et groupements électoraux sont autorisés à présenter des listes de candidats. Toutefois, les partis, fédérations ou coalitions qui n'ont pas obtenu de mandat au Parlement lors de l'élection précédente sont tenus d'obtenir au moins la signature de 0,1 % des électeurs inscrits au registre électoral de la circonscription dans laquelle ils cherchent à se faire élire, alors que les regroupements d'électeurs sont tenus d'obtenir la signature d'au moins 1 % des électeurs. Il est interdit aux électeurs de signer pour plus d'une liste de candidats. En même temps, les partis et les fédérations qui ont l'intention d'entrer en coalition pour participer conjointement à une élection sont tenus d'informer la commission électorale compétente dans les dix jours suivant le déclenchement de l'élection.

### Répartition des sièges
Dans la circonscription régionale, toute candidature qui n'a pas obtenu un minimum de 4 % des voix dans la totalité de la communauté autonome n'est pas admise à participer à la répartition des sièges. Dans les circonscriptions insulaires, une liste doit recueillir au moins 15 % des voix dans la circonscription où elle se présente pour participer à la répartition des sièges, sauf si cette liste, parti ou coalition a obtenu au moins 4 % des voix sur la totalité du territoire de la communauté autonome.
La répartition se déroule de la manière suivante :
- on ordonne les candidatures sur une colonne en allant de la plus votée vers la moins votée ;
- on divise le nombre de voix obtenues par chaque candidature par 1, 2, 3... jusqu'au nombre de sièges à pourvoir dans le but de former un tableau ;
- on attribue les sièges à pourvoir en tenant compte des plus grands quotients selon un ordre décroissant ;
- lorsque deux candidatures obtiennent un même quotient, le siège est attribué à celle qui a le plus grand nombre total de voix ; lorsque deux candidatures ont exactement le même nombre total de voix, l'égalité est résolue par tirage au sort et les suivantes de manière alternative.

Les sièges propres à chaque formation politique sont attribués aux candidats en suivant l'ordre de présentation sur la liste. En cas de décès, incapacité ou démission d'un député, le siège vacant revient au candidat ou, le cas échéant, au suppléant placé immédiatement derrière le dernier candidat élu de la liste.

## Campagne

### Principaux partis
| Parti | Parti                             | Chef de file        | Résultat en 2015           |
| ----- | --------------------------------- | ------------------- | -------------------------- |
|       | Coalition canarienne              | Fernando Clavijo    | 21,9 % des voix 18 députés |
|       | Parti socialiste ouvrier espagnol | Ángel Víctor Torres | 19,9 % des voix 15 députés |
|       | Parti populaire                   | Asier Antona        | 18,6 % des voix 12 députés |
|       | Podemos-Sí Se Puede-Equo          | Noemí Santana       | 14,5 % des voix 7 députés  |
|       | Nouvelles Canaries                | Román Rodríguez     | 10,2 % des voix 5 députés  |
|       | Groupement socialiste gomérien    | Casimiro Curbelo    | 0,6 % des voix 3 députés   |
|       | Ciudadanos                        | Vidina Espino       | 5,8 % des voix 0 député    |

## Résultats

### Participation
| Taux de participation | En 2015 | En 2019 | Différence |
| --------------------- | ------- | ------- | ---------- |
| à 14 heures           | 26,94 % | 25,50 % | 1,44       |
| à 18 heures           | 43,28 % | 41,68 % | 1,6        |
| à 20 heures           | 56,09 % | 57,43 % | 1,34       |

### Voix et sièges

#### Total régional
|               |                                                         |           |       |      |        |               |  |  |  |  |  |  |  |  |
| Partis        | Partis                                                  | Voix      | %     | +/-  | Sièges | +/−           |  |  |  |  |  |  |  |  |
|               | Parti socialiste ouvrier espagnol (PSOE)                | 258 255   | 28,88 | 8,99 | 25     | 10            |  |  |  |  |  |  |  |  |
|               | Coalition canarienne (CC)                               | 196 080   | 21,93 | 0,09 | 20     | 2             |  |  |  |  |  |  |  |  |
|               | Parti populaire (PP)                                    | 135 722   | 15,18 | 3,41 | 11     | 1             |  |  |  |  |  |  |  |  |
|               | Nouvelles Canaries (NC)                                 | 80 891    | 9,05  | 1,18 | 5      | en stagnation |  |  |  |  |  |  |  |  |
|               | Podemos-Sí Se Puede-Equo                                | 78 532    | 8,78  | 5,76 | 4      | 3             |  |  |  |  |  |  |  |  |
|               | Ciudadanos (Cs)                                         | 65 854    | 7,36  | 1,42 | 2      | 2             |  |  |  |  |  |  |  |  |
|               | Vox                                                     | 22 078    | 2,47  | 2,27 | 0      | en stagnation |  |  |  |  |  |  |  |  |
|               | Parti animaliste contre la maltraitance animale (PACMA) | 10 029    | 1,12  | 0,11 | 0      | en stagnation |  |  |  |  |  |  |  |  |
|               | Gauche unie canarienne (IUC)                            | 9 115     | 1,02  | 1,18 | 0      | en stagnation |  |  |  |  |  |  |  |  |
|               | Groupement socialiste gomérien (ASG)                    | 6 222     | 0,70  | 0,14 | 3      | en stagnation |  |  |  |  |  |  |  |  |
|               | Les Verts-Groupe Vert (LV-GV)                           | 5 058     | 0,57  | Nv.  | 0      | en stagnation |  |  |  |  |  |  |  |  |
|               | Canaries maintenant (ANC-UP)                            | 2 515     | 0,28  | 0,34 | 0      | en stagnation |  |  |  |  |  |  |  |  |
|               | Plus pour Telde (+xT)                                   | 1 985     | 0,22  | 0,15 | 0      | en stagnation |  |  |  |  |  |  |  |  |
|               | Autres                                                  | 10 833    | 1,21  | -    |        |               |  |  |  |  |  |  |  |  |
|               | Blanc                                                   | 11 111    | 1,24  | 0,59 |        |               |  |  |  |  |  |  |  |  |
|               |                                                         |           |       |      |        |               |  |  |  |  |  |  |  |  |
| Votes valides | Votes valides                                           | 894 280   | 98,88 |      |        |               |  |  |  |  |  |  |  |  |
| Votes nuls    | Votes nuls                                              | 10 089    | 1,12  |      |        |               |  |  |  |  |  |  |  |  |
| Total         | Total                                                   | 904 369   | 100   | -    | 70     | 10            |  |  |  |  |  |  |  |  |
| Abstentions   | Abstentions                                             | 815 227   | 47,41 |      |        |               |  |  |  |  |  |  |  |  |
| Inscrits      | Inscrits                                                | 1 719 596 | 52,59 |      |        |               |  |  |  |  |  |  |  |  |

#### Par circonscription
| Circonscription | Circonscription | Régionale | Régionale | Régionale | Régionale     | El Hierro | El Hierro | El Hierro | El Hierro     | Fuerteventura | Fuerteventura | Fuerteventura | Fuerteventura | Grande Canarie | Grande Canarie | Grande Canarie | Grande Canarie |
| --------------- | --------------- | --------- | --------- | --------- | ------------- | --------- | --------- | --------- | ------------- | ------------- | ------------- | ------------- | ------------- | -------------- | -------------- | -------------- | -------------- |
|                 |                 |           |           |           |               |           |           |           |               |               |               |               |               |                |                |                |                |
| Sièges          | Sièges          | 9         | 9         | 9         | 9             | 3         | 3         | 3         | en stagnation | 8             | 8             | 8             | 1             | 15             | 15             | 15             | en stagnation  |
|                 |                 |           |           |           |               |           |           |           |               |               |               |               |               |                |                |                |                |
|                 |                 | Nombre    | Nombre    | %         | %             | Nombre    | Nombre    | %         | %             | Nombre        | Nombre        | %             | %             | Nombre         | Nombre         | %              | %              |
| Inscrits        | Inscrits        | 1 720 724 | 1 720 724 | 100,00    | 100,00        | 10 869    | 10 869    | 100,00    | 100,00        | 67 376        | 67 376        | 100,00        | 100,00        | 701 258        | 701 258        | 100,00         | 100,00         |
| Abstentions     | Abstentions     | 816 631   | 816 631   | 47,46     | 47,46         | 4 371     | 4 371     | 40,22     | 40,22         | 30 374        | 30 374        | 45,08         | 45,08         | 333 989        | 333 989        | 47,63          | 47,63          |
| Votants         | Votants         | 904 093   | 904 093   | 52,54     | 52,54         | 6 498     | 6 498     | 59,78     | 59,78         | 37 002        | 37 002        | 54,92         | 54,92         | 367 269        | 367 269        | 52,37          | 52,37          |
| Nuls            | Nuls            | 9 231     | 9 231     | 1,02      | 1,02          | 101       | 101       | 1,55      | 1,55          | 930           | 930           | 2,51          | 2,51          | 4 177          | 4 177          | 1,14           | 1,14           |
| Exprimés        | Exprimés        | 894 862   | 894 862   | 98,98     | 98,98         | 6 397     | 6 397     | 98,45     | 98,45         | 36 072        | 36 072        | 97,49         | 97,49         | 363 092        | 363 092        | 98,86          | 98,86          |
|                 |                 |           |           |           |               |           |           |           |               |               |               |               |               |                |                |                |                |
| Partis          | Partis          | Voix      | %         | Sièges    | +/−           | Voix      | %         | Sièges    | +/−           | Voix          | %             | Sièges        | +/−           | Voix           | %              | Sièges         | +/−            |
|                 | PSOE            | 264 221   | 29,53     | 3         | 3             | 2 018     | 31,55     | 1         | en stagnation | 9 362         | 25,95         | 3             | 1             | 102 596        | 28,26          | 5              | 2              |
|                 | CC              | 209 150   | 23,37     | 3         | 3             | 2 264     | 35,39     | 1         | 1             | 9 066         | 25,13         | 3             | en stagnation | 42 324         | 11,66          | 2              | 1              |
|                 | PP              | 130 617   | 14,60     | 1         | 1             | 1 163     | 18,18     | 1         | 1             | 4 991         | 13,84         | 1             | en stagnation | 60 086         | 16,55          | 3              | 1              |
|                 | NC              | 82 980    | 9,27      | 1         | 1             | 323       | 5,05      | 0         | en stagnation | 4 051         | 11,23         | 1             | 1             | 64 125         | 17,66          | 3              | 1              |
|                 | Podemos         | 76 433    | 8,54      | 1         | 1             | -         | -         | 0         | en stagnation | 2 518         | 6,98          | 0             | 1             | 32 395         | 8,92           | 1              | 2              |
|                 | Cs              | 62 115    | 6,94      | 0         | en stagnation | 236       | 3,69      | 0         | en stagnation | 2 069         | 5,74          | 0             | en stagnation | 32 317         | 8,90           | 1              | 1              |
|                 | Autres          | 58 257    | 6,51      |           |               | 296       | 4,63      |           |               | 3 343         | 9,27          |               |               | 24 743         | 6,81           |                |                |
|                 | Blanc           | 11 089    | 1,24      | 97        | 1,52          | 672       | 1,86      | 4 506     | 1,24          |               |               |               |               |                |                |                |                |

| Circonscription | Circonscription | La Gomera | La Gomera | La Gomera | La Gomera     | La Palma | La Palma | La Palma | La Palma      | Lanzarote | Lanzarote | Lanzarote | Lanzarote     | Tenerife | Tenerife | Tenerife | Tenerife      |
| --------------- | --------------- | --------- | --------- | --------- | ------------- | -------- | -------- | -------- | ------------- | --------- | --------- | --------- | ------------- | -------- | -------- | -------- | ------------- |
|                 |                 |           |           |           |               |          |          |          |               |           |           |           |               |          |          |          |               |
| Sièges          | Sièges          | 4         | 4         | 4         | en stagnation | 8        | 8        | 8        | en stagnation | 8         | 8         | 8         | en stagnation | 15       | 15       | 15       | en stagnation |
|                 |                 |           |           |           |               |          |          |          |               |           |           |           |               |          |          |          |               |
|                 |                 | Nombre    | Nombre    | %         | %             | Nombre   | Nombre   | %        | %             | Nombre    | Nombre    | %         | %             | Nombre   | Nombre   | %        | %             |
| Inscrits        | Inscrits        | 25 742    | 25 742    | 100,00    | 100,00        | 85 240   | 85 240   | 100,00   | 100,00        | 98 765    | 98 765    | 100,00    | 100,00        | 730 346  | 730 346  | 100,00   | 100,00        |
| Abstentions     | Abstentions     | 13 672    | 13 672    | 53,11     | 53,11         | 41 750   | 41 750   | 48,98    | 48,98         | 49 516    | 49 516    | 50,14     | 50,14         | 341 555  | 341 555  | 46,77    | 46,77         |
| Votants         | Votants         | 12 070    | 12 070    | 46,89     | 46,89         | 43 490   | 43 490   | 51,02    | 51,02         | 49 249    | 49 249    | 49,86     | 49,86         | 388 791  | 388 791  | 53,23    | 53,23         |
| Nuls            | Nuls            | 132       | 132       | 1,09      | 1,09          | 680      | 680      | 1,56     | 1,56          | 547       | 547       | 1,11      | 1,11          | 3 522    | 3 522    | 0,91     | 0,91          |
| Exprimés        | Exprimés        | 11 938    | 11 938    | 98,91     | 98,91         | 42 810   | 42 810   | 98,44    | 98,44         | 48 702    | 48 702    | 98,89     | 98,89         | 385 269  | 385 269  | 99,09    | 99,09         |
|                 |                 |           |           |           |               |          |          |          |               |           |           |           |               |          |          |          |               |
| Partis          | Partis          | Voix      | %         | Sièges    | +/−           | Voix     | %        | Sièges   | +/−           | Voix      | %         | Sièges    | +/−           | Voix     | %        | Sièges   | +/−           |
|                 | PSOE            | 2 476     | 20,74     | 1         | en stagnation | 11 633   | 27,17    | 3        | 1             | 13 818    | 28,37     | 3         | 1             | 116 352  | 30,20    | 6        | 2             |
|                 | CC              | 1 092     | 9,15      | 0         | en stagnation | 13 248   | 30,95    | 3        | en stagnation | 15 573    | 31,98     | 3         | en stagnation | 112 513  | 29,20    | 5        | 1             |
|                 | PP              | 524       | 4,39      | 0         | en stagnation | 10 720   | 25,04    | 2        | 1             | 6 174     | 12,68     | 1         | en stagnation | 52 064   | 13,51    | 2        | 1             |
|                 | NC              | 476       | 3,99      | 0         | en stagnation | 1 588    | 3,71     | 0        | en stagnation | 2 560     | 5,26      | 0         | 1             | 7 768    | 2,02     | 0        | en stagnation |
|                 | Podemos         | 792       | 6,63      | 0         | en stagnation | 1 803    | 4,21     | 0        | en stagnation | 3 943     | 8,10      | 1         | en stagnation | 37 081   | 9,62     | 1        | 1             |
|                 | ASG             | 6 222     | 52,12     | 3         | en stagnation | NC       | NC       | NC       | NC            | NC        | NC        | NC        | NC            | NC       | NC       | NC       | NC            |
|                 | Cs              | 201       | 1,68      | 0         | en stagnation | 1 377    | 3,22     | 0        | en stagnation | 2 710     | 5,56      | 0         | en stagnation | 26 944   | 6,99     | 1        | 1             |
|                 | Autres          | 58        | 0,49      |           |               | 1 941    | 4,53     |          |               | 3 045     | 6,25      |           |               | 28 187   | 7,32     |          |               |
|                 | Blanc           | 97        | 0,81      | 500       | 1,17          | 879      | 1,80     | 4 360    | 1,13          |           |           |           |               |          |          |          |               |